# لیتون بوزارد
لیتون بوزارد (به انگلیسی: Leighton Buzzard) یک شهرک در بریتانیا است که در لیتون-لینسلید واقع شده‌است. لیتون بوزارد ۳۷٬۰۰۰ نفر جمعیت دارد.

## خواهرخوانده
شهر Coulommiers خواهرخواندهٔ لیتون بوزارد هست.